# デッティンゲン・テ・デウム

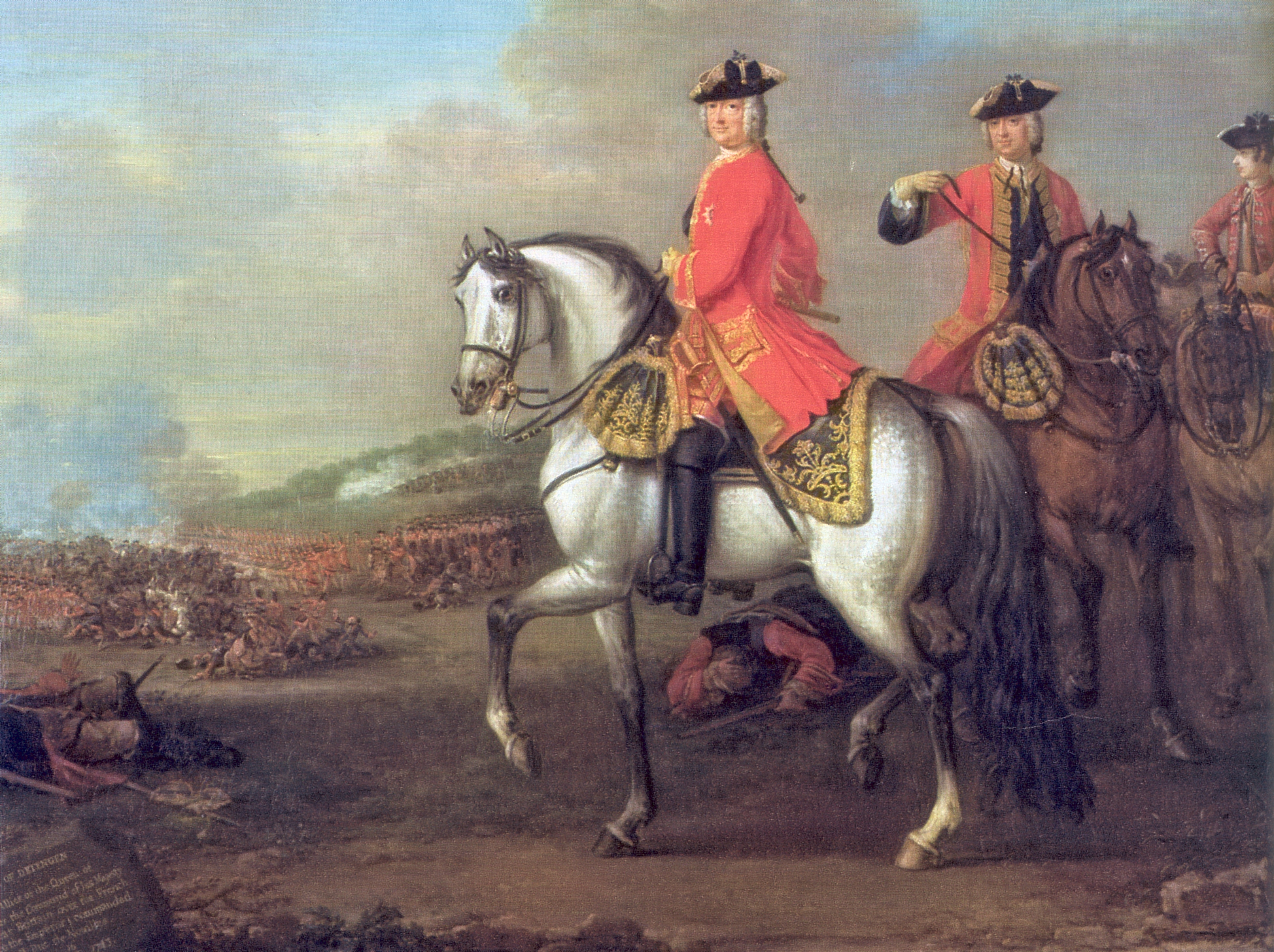
デッティンゲンの戦いのジョージ2世（ジョン・ウートン画）

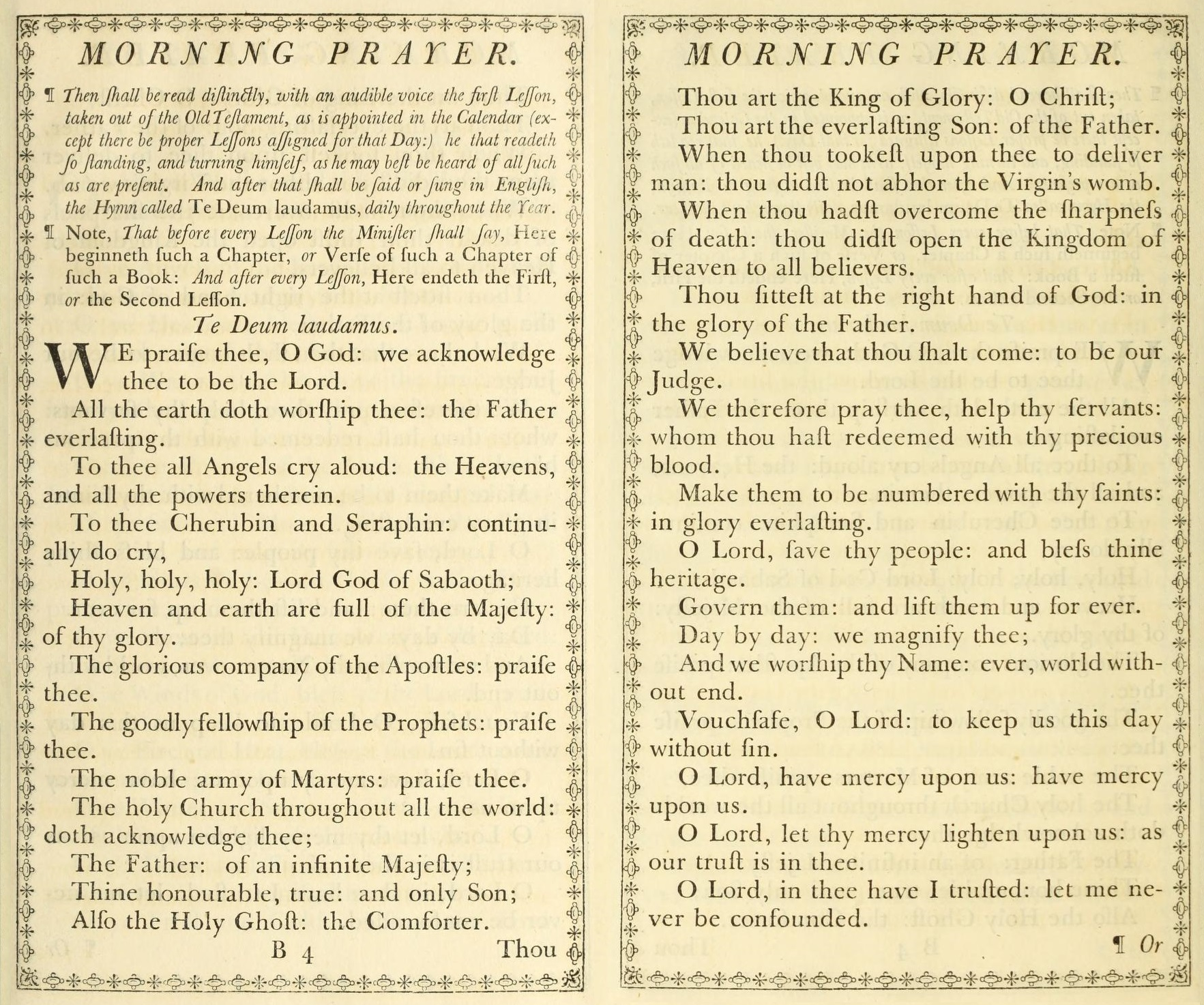
聖公会祈祷書のテ・デウム (1760)

『デッティンゲン・テ・デウム』（Dettingen Te Deum）HWV 283は、ゲオルク・フリードリヒ・ヘンデルが1743年に作曲した教会音楽。「テ・デウム」の英語版を歌詞とする。
ヘンデルは『ユトレヒト・テ・デウム』(1713) や『シャンドス・テ・デウム』(1720ごろ) など、いくつかのテ・デウムを書いているが（いずれも英語作品）、その中でもっともよく知られる。

## 概要
1743年6月27日のデッティンゲンの戦いでジョージ2世が勝利したことを記念して作曲された。ほかに『デッティンゲン・アンセム』HWV 265も書いている。同年11月27日の戦勝祝賀行事で初演されたが、大変に盛大な音楽で、高く評価された。
歌詞は聖公会祈祷書の「Te Deum Laudamus」による。
ヘンデルの没後も忘れ去られなかった作品のひとつである。

## 構成
ソプラノ2、アルト、テノール、バスによる混声5部合唱で、一部の曲に独唱がある。管弦楽にはトランペット3、ティンパニ、オーボエ2、ファゴット、弦、通奏低音を含む。以下の曲の分け方はクリュザンダー版の目次によったが、異なる分け方もある。
1. We praise Thee, O God（合唱）
2. All the earth doth worship Thee（アルト独唱と合唱）
3. To Thee all Angels cry aloud （合唱）
4. To Thee Cherubim and Seraphim （合唱）
5. The glorious company of the apostles （合唱）
6. Thou art the King of glory, O Christ（バス独唱と合唱）
7. When Thou tookest upon Thee（バス独唱）
8. When Thou hadst overcome the sharpness of death （合唱）
9. Thou sittest at the right hand of God（アルト、テノール、バスの三重唱）
10. We therefore pray Thee （合唱）
11. Make them to be number'd （合唱）
12. Day by day we magnify Thee （合唱）
13. Vouchsafe, O Lord （バス独唱）
14. O Lord, in Thee have I trusted（アルト独唱と合唱）

演奏時間は約40分。